# Nikolaj Mal'cev
Nikolaj Nikolaevič Mal'cev (in russo Николай Николаевич Мальцев?; Belojarskij, 15 aprile 1986) è un ex giocatore di calcio a 5 russo.

## Carriera
Mal'cev ha disputato, con la nazionale russa, il campionato europeo 2012, concluso al secondo posto, e la successiva Coppa del Mondo in cui i russi hanno raggiunto i quarti di finale.

## Palmarès
- Campionato russo: 1
Dina Mosca: 2013-14
- Coppa della Russia: 1
Dinamo Mosca: 2009-10